# Малавентре (Пиза)
Малавентре је насеље у Италији у округу Пиза, региону Тоскана.
Према процени из 2011. у насељу је живело 47 становника. Насеље се налази на надморској висини од 0 м.